# Porsuk Çayı
Porsuk Çayı è un fiume turco tagliato dalla diga di Porsuk. Veniva chiamato anticamente Tembris o Tembrogius. Scorre verso il nord-est poi verso l'est e all'interno dell'Anatolia a partire da Eskişehir. È uno dei principali affluenti del fiume Sakarya (chiamato Sagaris o Sangarius nell'antichità) sulla sua riva sinistra. È lungo 448 km.